# Sardo Negro
El sardo negro es una raza bovina de origen mexicano (Veracruz, México), derivada del ganado cebú. Esta raza se destaca por su resistencia, adaptabilidad fertilidad y versatilidad en la producción de carne y leche.

## Características
El Sardo Negro se caracteriza por su pelaje blanco con manchas negras, particularmente en la cabeza, orejas y extremidades. Los machos adultos pueden alcanzar un peso de entre 1000 y 1100 kg, mientras que las hembras oscilan entre 550 y 650 kg. Esta raza es conocida por su constitución robusta y fuerte, adecuada para climas cálidos y secos.

## Historia
La historia del Sardo Negro se remonta a las décadas de 1940 y 1950 en México. La creación de esta raza fue un proceso cuidadoso de selección y cruce de ganado Cebú importado de Brasil, que incluía razas como la Guzerá, Gyr, Indubrasil y Nelore. Estos animales fueron elegidos por su capacidad de adaptación a los climas cálidos y condiciones difíciles, y sus características deseables fueron mejoradas a través de un programa de cría controlada.

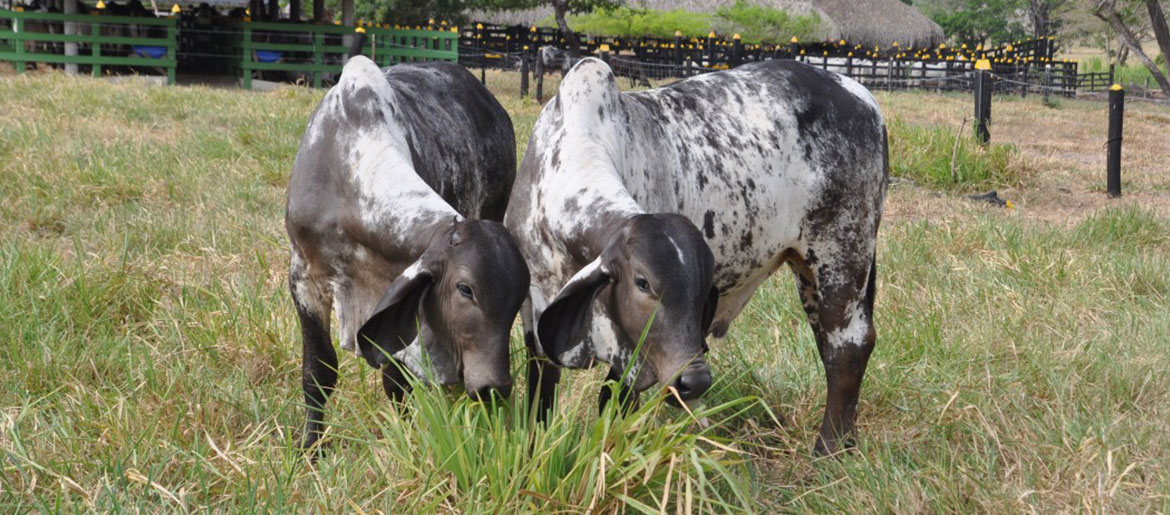
Becerros Sardo Negro en Colombia

En 1978, la Asociación Mexicana de Criadores de Cebú (AMCC) reconoció oficialmente al Sardo Negro, abriendo su registro genealógico. Este reconocimiento marcó un hito importante en la consolidación de la raza, permitiendo a los criadores establecer estándares de cría y mejorar la calidad genética de los animales. La AMCC desempeñó un papel crucial en la promoción y desarrollo de la raza, organizando ferias y eventos para mostrar las ventajas del Sardo Negro

## Funciones y Usos
El Sardo Negro es apreciado tanto por su producción de carne como de leche. Estos bovinos son conocidos por su alta fertilidad, longevidad y precocidad. Las vacas de esta raza muestran un excelente comportamiento materno y producen un calostro rico en nutrientes, lo que es crucial para la supervivencia y el crecimiento de los terneros.

### Adaptabilidad
Una de las principales ventajas del Sardo Negro es su adaptabilidad a diversas condiciones climáticas. Estos bovinos pueden prosperar en ambientes con alta humedad y temperaturas extremas. Además, son resistentes a varias enfermedades y parásitos, lo que los hace ideales para regiones tropicales y subtropicales 

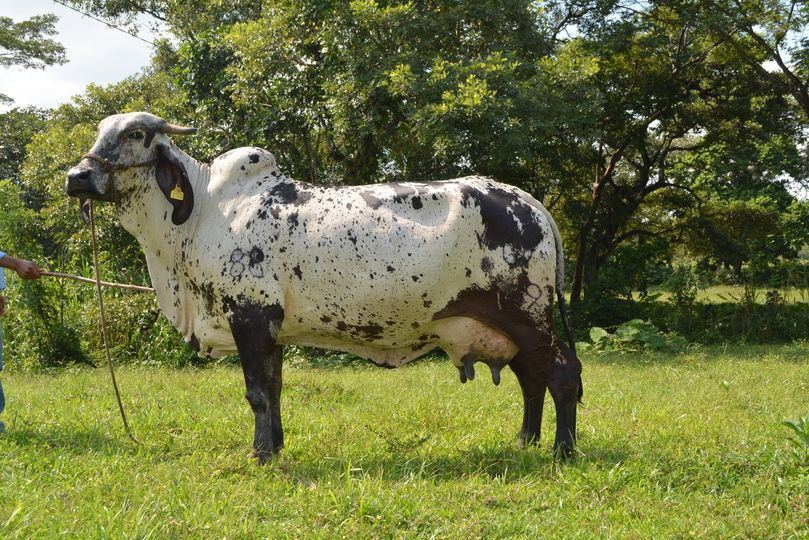
Vaca Sardo Negro

### Mejoramiento Genético
El Sardo Negro ha sido cruzado con otras razas, como la Holstein, Simmental y Pardo Suizo, para mejorar la rusticidad y resistencia de estas. Estos cruces han resultado en un aumento significativo en los parámetros productivos, sin afectar negativamente la fertilidad o la salud de los animales. 